# Rossford, Ohio
Rossford là một thành phố thuộc quận Wood, tiểu bang Ohio, Hoa Kỳ. Năm 2010, dân số của thành phố này là 6293 người.

## Dân số
- Dân số năm 2000: 6406 người.
- Dân số năm 2010: 6293 người.